# Kalevi Kotkas
Kalevi Kotkas, né Kalev le 10 août 1913 à Tallinn, en Estonie, et mort le 24 août 1983 à Vantaa, est un athlète finlandais spécialiste du saut en hauteur et du lancer du disque. 
Il devient le premier détenteur du record d'Europe du saut en hauteur en franchissant 2,03 m à Helsinki en juin 1936. Il améliore cette marque le 1er septembre en passant 2,04 m à Göteborg. Ce record tient jusqu'en juillet 1954 et un saut à 2,10 m de Bengt Nilsson.

## Biographie

### Palmarès
| Date | Compétition           | Lieu        | Résultat | Épreuve | Performance |
| ---- | --------------------- | ----------- | -------- | ------- | ----------- |
| 1932 | Jeux olympiques d'été | Los Angeles | 7e       | Disque  | 45,87 m     |
| 1934 | Championnats d'Europe | Turin       | 1er      | Hauteur | 2,00 m      |
| 1936 | Jeux olympiques d'été | Berlin      | 4e       | Hauteur | 2,00 m      |
| 1938 | Championnats d'Europe | Paris       | 2e       | Hauteur | 1,94 m      |

### Records
| Épreuve         | Performance | Lieu     | Date               |
| --------------- | ----------- | -------- | ------------------ |
| Saut en hauteur | 2,04 m      | Göteborg | 1er septembre 1936 |